# Айхингер, Утц
Утц Айхингер (нем. Utz Aichinger; 13 июня 1938, Штутгарт — 10 мая 2023) — западногерманский хоккеист на траве, полевой игрок. Участник летних Олимпийских игр 1960 и 1968 годов.

## Биография
Утц Айхингер родился 13 июня 1938 года в немецком городе Штутгарт.
Играл в хоккей на траве за «Штутгартер Киккерс».
В 1960 году вошёл в состав сборной Объединённой германской команды по хоккею на траве на летних Олимпийских играх в Риме, занявшей 7-е место. В матчах не участвовал.
В 1968 году вошёл в состав сборной ФРГ по хоккею на траве на летних Олимпийских играх в Мехико, занявшей 4-е место. Играл в поле, провёл 8 матчей, мячей не забивал.
В 1960—1969 годах провёл за сборную ФРГ 59 матчей.
Умер 10 мая 2023 года.

## Семья
Младшая сестра — Бербель Айхингер (род. 1940), западногерманская хоккеистка на траве и судья. В 1984 году судила матчи хоккейного турнира летних Олимпийских игр в Лос-Анджелесе.